# Gelbstern (1912)
Gelbstern ist ein kurzes, deutsches Stummfilmmelodram aus dem Jahre 1912 von Otto Rippert mit Thea Sandten in der Hauptrolle.

## Handlung
Das Modehaus Lambert benötigt dringend noch ein Mannequin, das die eigenen Kreationen im Rahmen einer großen Modenschau der geneigten, weiblichen Kundschaft vorführen kann. Direktor Hermann Lambert und sein Abteilungschef sehen sich in der eigenen Belegschaft um, da es dort durchaus grazile junge Damen mit Talent als Vorführmodell, ein sogenannter „Gelbstern“, gibt. Schließlich fällt ihr Blick auf die junge Margot, die ihnen ideal erscheint. Margot ist hellauf begeistert, denn sie liebt es, sich herauszuputzen und schöne Kleider zu tragen. Ihr Verlobter Fritz Günther, im selben Betrieb als Fahrstuhlführer angestellt, ist da weit weniger begeistert. Es kommt deswegen immer häufiger zu Streits. Als ihr während der Vorführung ein Gentleman vom Scheitel bis zur Sohle namens von Keller schöne Augen macht, drängt Fritz nun endgültig auf eine Heirat, denn er fürchtet angesichts derartiger Versuchungen seine Margot an jemand anderen zu verlieren. Margot aber lehnt ab, denn die Welt der herrlichen Kostüme erscheint ihr allemal verlockender als ein eifersüchtiger Gatte mit kleinem Gehalt. Als Fritz sie deshalb groß anfasst, da er mehr hinter Margots Entscheidung vermutet, ist der Bruch unvermeidlich.
Herr von Keller, der nicht um Margots Verhältnis zu Fritz weiß, ist naiv genug, diesen als Postillon d’amour zu benutzen, woraufhin dieser den lästigen Konkurrenten mithilfe seines Fahrstuhl ganz oben im Dachgeschoss der Firma „aussetzt“. Erneut kommt es daraufhin in Margots Garderobe zu einer Eifersuchtsszene zwischen ihr und Fritz, in der das Mannequin ihrem Ex wütend den Verlobungsring vor die Füße wirft. Von Keller hat derweil wieder den Weg aus dem Dachgeschoss in tiefere Etagen zurückgefunden  und kommt gerade rechtzeitig, um Margot vor dem wütenden Fritz in Schutz zu nehmen. Für Fritz beginnt nun der unvermeidliche Abstieg. Er wird von Herrn Lambert sofort gefeuert und beginnt zu trinken. Eines Tages fahren Margot und von Keller Arm in Arm mit dem Auto vor und sehen den weinerlichen Fritz in einem erbärmlichen Zustand. Während sich Margot verängstigt in das Fahrzeug flüchtet, bietet von Keller Fritz Geld an, damit er Margot endlich in Ruhe lässt. Ein letzter Anlauf Fritzens ausgerechnet in dem Moment, in dem von Keller um Margots Hand anhält, schlägt erneut fehl. Margot und von Keller verloben sich im Rahmen einer festlichen Firmenfeier.
Einige Zeit ist vergangen, und aus dem kleinen Mannequin ist Margot von Keller geworden. Sie lebt mit ihrem Gatten in einer schmucken Villa in Berlin-Grunewald. Als ihr Gatte geschäftlich in die Stadt muss, zieht ein schweres Gewitter auf, das Margot allein in dem großen Haus fürchten lässt. Als es blitzt und donnert will sie die Tür zur Terrasse schließen, da sieht Margot im hellen Blitzlicht Fritz draußen vor sich stehen. Sie flieht in ein oberes Stockwerk und schließt die Tür hinter sich zu. Fritz folgt ihr mit irrem Blick. Als er in ihr Gemach vordringen will, gemerkt er, dass die Tür verschlossen ist. Panisch ruft Margot um Hilfe, doch weder Diener noch Hausherr sind zugegen. Fritz Günther verlässt das Haus, um von außen am Blitzableiter hochzuklettern und so in ihr Zimmer vorzudringen. Gerade als er die Fensterbrüstung erreicht hat und Margot angesichts seines Schattens ohnmächtig niedersinkt, saust ein Blitz in den Ableiter und trifft Fritz mit voller Wucht. Getroffen sinkt er tot zu Boden. Gleich darauf kehrt ihr Gatte heim und findet seine ohnmächtige Frau am Boden. Der Himmel hat mit seinem niedersausenden Blitz seine Frau beschützt und für irdische Gerechtigkeit gesorgt.

## Produktionsnotizen
Gelbstern entstand wohl im Herbst 1912 im Continental-Film-Atelier in der Berliner Chausseestraße 123, passierte im Dezember desselben Jahres die Zensur und wurde kurz darauf uraufgeführt. Ab dem 10. Januar 1913 konnte man den Film in Berlin sehen. Der Zweiakter war nach Schnitten rund 565 Meter lang. 
Für Thea Sandten, Regisseur Rippert und Kameramann Willy Hameister bedeutete der Film den endgültigen Durchbruch in der Zelluloidbranche.

## Kritik
Das Neue Wiener Journal betitelte Gelbstern als „ein Drama mit außerordentlich packenden Szenen.“